# Mercedes-Benz M111

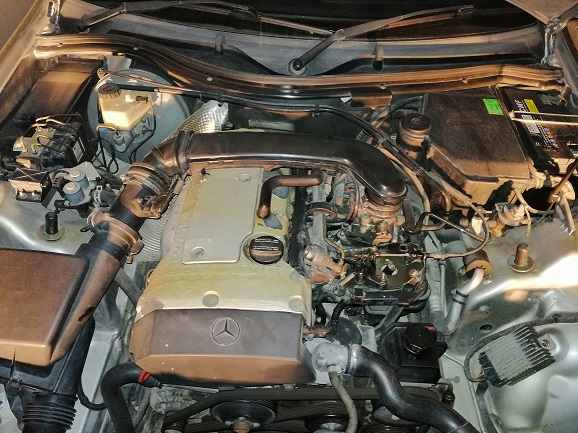
Silnik M111.946

Seria M111 to grupa silników czterocylindrowych, szesnastozaworowych, wolnossących i doładowanych, ze stałymi i zmiennymi fazami rozrządu o wtrysku elektronicznym montowanych w samochodach marki Mercedes-Benz. Produkowany od 1992 roku, gdzie zadebiutował w drugiej serii Mercedesa W124, do 2003 roku.

## Dane techniczne
| Model                        | Oznaczenie        | Pojemność skokowa | Średnica × Skok | Maks. moc przy (1/min)    | Maks. moment przy (1/min) | Doładowanie | Okres występowania |
| ---------------------------- | ----------------- | ----------------- | --------------- | ------------------------- | ------------------------- | ----------- | ------------------ |
| 180                          | M 111 E 18        | 1,8 l (1799 cm³)  | 85,3 × 78,7 mm  | 90 kW (122 KM) przy 5500  | 170 Nm przy 4200          | brak        | 1993–1997          |
| 180                          | M 111 E 18        | 1,8 l (1799 cm³)  | 85,3 × 78,7 mm  | 90 kW (122 KM) przy 5500  | 170 Nm przy 3700          | brak        | 1997–2000          |
| 180                          | M 111 E 20 EVO    | 2,0 l (1998 cm³)  | 89,9 × 78,7 mm  | 95 kW (129 KM) przy 5500  | 185 Nm przy 3500          | brak        | 2000–2002          |
| 200, 113                     | M 111 E 20        | 2,0 l (1998 cm³)  | 89,9 × 78,7 mm  | 95 kW (129 KM) przy 5100  | 186 Nm przy 3600          | brak        | 1996–2006          |
| 200                          | M 111 E 20        | 2,0 l (1998 cm³)  | 89,9 × 78,7 mm  | 100 kW (136 KM) przy 5500 | 190 Nm przy 4000          | brak        | 1992–1997          |
| 200                          | M 111 E 20        | 2,0 l (1998 cm³)  | 89,9 × 78,7 mm  | 100 kW (136 KM) przy 5500 | 190 Nm przy 3700          | brak        | 1997–2000          |
| 200 Kompressor               | M 111 E 20 ML     | 2,0 l (1998 cm³)  | 89,9 × 78,7 mm  | 132 kW (180 KM) przy 5400 | 250 Nm przy 2500–4800     | Kompressor  | 1995–1996          |
| 200 Kompressor               | M 111 E 20 ML     | 2,0 l (1998 cm³)  | 89,9 × 78,7 mm  | 141 kW (192 KM) przy 5400 | 270 Nm przy 2500–4800     | Kompressor  | 1996–2000          |
| 200 Kompressor               | M 111 E 20 ML EVO | 2,0 l (1998 cm³)  | 89,9 × 78,7 mm  | 120 kW (163 KM) przy 5300 | 230 Nm przy 2500–4800     | Kompressor  | 2000–2004          |
| 220                          | M 111 E 22        | 2,2 l (2199 cm³)  | 89,9 × 86,6 mm  | 110 kW (150 KM) przy 5500 | 210 Nm przy 4000          | brak        | 1992–1996          |
| 230, 114, 214, 314, 414, 2.3 | M 111 E 23        | 2,3 l (2295 cm³)  | 90,9 × 88,4 mm  | 105 kW (143 KM) przy 5000 | 210 Nm przy 4000          | brak        | 1996–1999          |
| 230, 114, 214, 314, 414, 2.3 | M 111 E 23        | 2,3 l (2295 cm³)  | 90,9 × 88,4 mm  | 105 kW (143 KM) przy 5000 | 215 Nm przy 3500          | brak        | 1999–2006          |
| 230                          | M 111 E 23        | 2,3 l (2295 cm³)  | 90,9 × 88,4 mm  | 110 kW (150 KM) przy 5400 | 220 Nm przy 3700          | brak        | 1995–1997          |
| 230                          | M 111 E 23        | 2,3 l (2295 cm³)  | 90,9 × 88,4 mm  | 110 kW (150 KM) przy 5400 | 220 Nm przy 3800          | brak        | 1997–2000          |
| 230 Kompressor               | M 111 E 23 ML     | 2,3 l (2295 cm³)  | 90,9 × 88,4 mm  | 142 kW (193 KM) przy 5300 | 280 Nm przy 2500–4800     | Kompressor  | 1995–2000          |
| 230 Kompressor               | M 111 E 23 ML EVO | 2,3 l (2295 cm³)  | 90,9 × 88,4 mm  | 144 kW (197 KM) przy 5500 | 280 Nm przy 2500–5000     | Kompressor  | 2000–2004          |

- M = Motor, 111 = Seria, E = wtrysk, 20 = poj. skokowa (2,0 litra), ML = Kompressor (Mechanischer Lader – z niem. mechaniczne doładowanie), EVO = silnik po zmianach w 2000r.

## M111.92x
M111.92x to silniki o pojemności 1,8 litra montowane w klasie C o mocy 122KM. Wersja 920 produkowana była do sierpnia 96 roku, którą zastąpiono 921 ze zmiennymi fazami rozrządu.
- 920: 122KM, 170Nm/4200RPM
- 921: 122KM, 170Nm/3700-4500RPM

Sterowane układami zapłonowo-wtryskowymi:
- PMS (93-96)
- HFM (96-98)
- ME (98-2000)

## M111.94x
Rodzina silników dwu-litrowych wolnossących i doładowanych. Modele 944 od czerwca 1997 oraz 943, 945, 946, 947 są wyposażone w zmienne fazy rozrządu. Silniki doładowane 200 Kompressor (seria 94x) są odpowiednikami silników 230 Kompressor (seria 97x), jednak wprowadzone w niektórych krajach ze względu na opłaty od pojemności (np. Włochy). Pod koniec lat 90, oferowane równolegle z 230 także na pozostałych rynkach.
- 940: 136KM, 190Nm/4000RPM (W124: 200E / E200)
- 941: 136KM, 190Nm/4000RPM (W202: C200)
- 942: 136KM, 190Nm/4000RPM (W210: E200)
- 943: 192KM, 270Nm/2500-4800RPM (R170: SLK200 Kompressor)
- 944: 180KM, 260Nm/2500-4800RPM; 192KM, 270Nm/2500-4800RPM (W202: C200 Kompressor; W208: CLK200 Kompressor)
- 945: 136KM, 190Nm/3700-4500RPM (W202: C200; W208: CLK200; W210: E200)
- 946: 136KM, 190Nm/3700-4500RPM (R170: SLK200)
- 947: 180KM, 260Nm/2500-4800RPM; 192KM, 270Nm/2500-4800RPM (W210: E200 Kompressor)

Sterowane układami zapłonowo-wtryskowymi:
- PMS (92-96)
- HFM (96-98)
- ME (98-2000)

## M111.95x
Nowsza generacja silników rodziny M111 o pojemności 1,8- do 2-litrów – M111 EVO. Montowane na początku lat 2000 w modelach W202, W203, W208, W210. W silnikach tych wprowadzono znaczne zmiany (inny kompressor, komora spalania, większy stopień sprężania, czujnik wałka rozrządu, zoptymalizowane kanały wtryskiwaczy i układ dolotowy, nowe wtryskiwacze, sterowanie przez ME-SIM4) pozwalające uzyskać normę Euro 4.
- 951: 129KM (W203: C180)
- 952: 129KM (W202: C200)
- 955: 163KM (W203: C200 Kompressor)
- 956: 163KM (W202: C200 Kompressor; W208: CLK Kompressor)
- 957: 163KM (W210: E200 Kompressor)
- 958: 163KM (R170: SLK200 Kompressor)

## M111.96x
Generacja silników z czasów pierwszych 92x i 94x. Pojemność 2,2-litra Podstawowy silnik w limuzynach Mercedesa z lat 90. w USA. Zapewne ze względów ekologicznych i wymaganych norm w Stanach Zjednoczonych jako jedyny wyposażony tylko we wtrysk HFM. Posiada mechanizm zmiennych faz rozrządu.
- 960: 150KM, 210Nm/4000RPM (W124: 220E / E220)
- 961: 150KM, 210Nm/4000RPM (W202: C220).

## M111.97x
Następca silnika 96x od października 1995. Podstawowy silnik w klasie ML. Chęć poprawienia jakości spalin spowodowana normami ekologicznymi wymusiła na projektantach zwiększenie pojemności silnika z 2,2-litra do 2,3-litra.
- 970: 150KM, 210Nm/3700-4200RPM (W210: E230)
- 973: 193KM, 280Nm/2500-4800RPM (R170: SLK230 Kompressor)
- 974: 150KM, 210Nm/3700-4200RPM (W202: C230)
- 975: 193KM, 280Nm/2500-4800RPM (W202: C230 Kompressor; W208: CLK230 Kompressor)
- 977: 150KM, 210Nm/3700-4200RPM (W163: ML230)

## M111.98x
Odświeżona wersja 230-tek, analogiczna do serii 95x – M111 EVO. Tylko w wersjach Kompressor. Dostępność po 2000 roku.
- 981: 197KM (W203: C230 Kompressor)
- 982: 197KM (W208: CLK230 Kompressor)
- 983: 197KM (R170: SLK230 Kompressor)